# Favarol
La Favarol è una cultivar di olivo originaria e tipica del Veneto.

## Caratteristiche

### Generalità
Pianta caratterizzata da vigoria media con chioma espansa e mediamente folta; i rami fruttiferi sono penduli. L'invaiatura avviene gradualmente tra metà settembre e metà novembre.
È diffusa negli oliveti della zona veronese.

### Fiori e frutti
La drupa presenta le seguenti caratteristiche: con diametro massimo posto centralmente, con apice subconico e base rastremata; cavità peduncolare: piccola, profonda, circolare.

### Produzione e olio
Pianta caratterizzata da produttività buona ma alternante, viene prevalentemente utilizzata per la produzione di olio (di cui ha un buon contenuto).
La raccolta viene praticata a mano, in modo da eliminare i frutti danneggiati, o agitando direttamente i frutti sulla pianta tramite pettini.